# Európai Filmdíj a legjobb férfi mellékszereplőnek
A legjobb férfi mellékszereplő (angolul: European Film Award for Best Supporting Actress) elismerés az 1988-ban alapított Európai Filmdíjak egyike volt, melyet az Európai Filmakadémia (EFA) osztott ki 1988 és 1992 között az év európai filmjeiben legjobbnak ítélt férfi mellékszereplői alakításért. A díjátadóra felváltva került sor Berlinben, illetve egy-egy európai városban megrendezett év végi gála keretében.
Első alkalommal 1988-ban osztották ki legjobb férfi mellékszereplő (Best Supporting Actor) néven; a díjazott öt jelölt közül került ki. A következő évben a díjat összevonták a legjobb női mellékszereplőnek járó elismeréssel és közös jelölés mellett a győztes a legjobb európai mellékszereplő díjat vehette át. 1990-ben visszatértek a külön történő díjazásra, ezúttal már csak 3-3 jelöltből, az év legjobb férfi mellékszereplője (Best European Supporting Actor of the Year) elnevezéssel.
Tekintettel arra, hogy az Európai Filmdíjat 1996-ig Felix-díj néven osztották ki, gyakorlatilag e kategória győztesét is Felix-díjasként emlegették.

## Díjazottak és jelöltek
| „Díjazott” – szürkéskék háttérrel   |
| „Jelölt” – világos szürke háttérrel |

### 1980-as évek
| Év                | Nyertesek és jelöltek                                           | Magyar címe                                                     | Eredeti címe                                                    |
| ----------------- | --------------------------------------------------------------- | --------------------------------------------------------------- | --------------------------------------------------------------- |
| 1988              |                                                                 |                                                                 |                                                                 |
| Curt Bois         | Berlin felett az ég                                             | Der Himmel über Berlin                                          |                                                                 |
| Björn Granath     | Hódító Pelle                                                    | Pelle erobreren                                                 |                                                                 |
| Ray McBride       | –––                                                             | Reefer and the Model                                            |                                                                 |
| Wojciech Pszoniak | Forró könnyeimmel                                               | Mit meinen heißen Tränen                                        |                                                                 |
| Helgi Skúlason    | Nyomkereső –––                                                  | Ofelaš Í skugga hrafnsins                                       |                                                                 |
| 1989              | Nem osztottak külön díjat. Lásd: legjobb európai mellékszereplő | Nem osztottak külön díjat. Lásd: legjobb európai mellékszereplő | Nem osztottak külön díjat. Lásd: legjobb európai mellékszereplő |

### 1990-es évek
| Év                   | Nyertesek és jelöltek         | Magyar címe               | Eredeti címe |
| -------------------- | ----------------------------- | ------------------------- | ------------ |
| 1990                 |                               |                           |              |
| Dmitrij Pevcov       | –––                           | Maty (Мать)               |              |
| Björn Kjellman       | Skyddsängeln                  | Skyddsängeln              |              |
| Gabino Diego         | Jaj, Carmela!                 | ¡Ay Carmela!              |              |
| 1991                 |                               |                           |              |
| Ricky Memphis        | A kemény mag                  | Ultrà                     |              |
| Zbigniew Zamachowski | Menekülés a Szabadság moziból | Ucieczka z kina 'Wolnosc' |              |
| Ricky Tomlinson      | Lim-lom                       | Riff-Raff                 |              |
| 1992                 |                               |                           |              |
| André Wilms          | Bohémélet                     | La vie de bohème          |              |
| Väino Laes           | –––                           | Rahu tänav                |              |
| Ernst-Hugo Järegård  | Európa                        | Europa                    |              |